# Longphort
Un longphort (plu. Longphuirt) è un termine usato in Irlanda per indicare una sito fortificato costiero (una vera e propria fortezza o, in taluni casi, un semplice recinto di navi) dei vichinghi.
Sebbene si possa presumere che i longphort siano stati usati come basi per le incursioni vichinghe, è chiaro che il termine aveva significati multipli e che questi siti avevano molteplici scopi. La ragione per cui non si può presumere che i longphort fossero utilizzati esclusivamente per scopi militari è che, molto semplicemente, non sempre contenevano un gran numero di vichinghi, come ci si aspetterebbe nel caso di una testa di ponte militare. Oltre che base militare, il longphort era anche centro commerciale di primaria importanza.

## Etimologia
La parola in lingua irlandese "longphort" venne coniata nell'ambito della monachesi irlandese del IX secolo (spec. compare negli Annali dell'Ulster relativi agli anni '40 del secolo). Trovò comunque rapida diffusione, tanto da essere citata, nello stesso periodo anche da fonti carolingie quali gli Annales Bertiniani. L'etimo è formato dalla parola di lingua latina portus ("porto") preceduta da longus ("lungo") qui ripreso dalla forma norrena lang a richiamare la lang skip, cioè la nave vichinga più iconica. Il "longphort" è quindi letteralmente un: "porto di navi lunghe/vichinghe".

## Storia

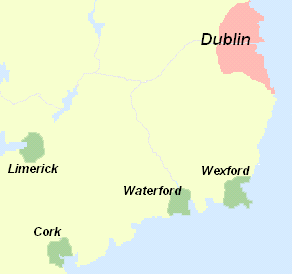
Mappa degli insediamenti vichinghi in Irlanda.

Le prime menzioni di un longphort negli Annali dell'Ulster sono relativi all'insediamento vichingo presso Áth Cliath (la futura Dublino) dell'inverno 840-841 quando, per la prima volta, i vighinghi svernarono sul suolo irlandese senza tornarsene in Scozia (da dove partivano raid verso l'Irlanda sin dal 795). Sempre nel IX secolo, i vichinghi compiono frequenti incursioni intorno a Limerick, insediandovi un longphort "fisso" solo nel 922. Nel 914 è testimoniato il longphort di Waterford (914). Tutti questi primi insediamenti sono ascrivibili alle spedizioni degli Uí Ímair di Norvegia. Contestuale a Limerick è il longphort di Cork (ca. 915-922). Molti di questi porti fortificati, fossero essi marittimi o fluviali, erano semplici avamposti operativi la cui esistenza non superò le due/tre stagioni, altri invece, come Cork, Dublino, Limerick, Waterford o Wexford, sopravvissero, divenendo fiorenti basi commerciali e di occupazione militare. Prove archeologiche mostrano che le importazioni e le esportazioni includevano, per ciò che concerne i siti irlandesi: tessuti, pelli di animali, ambra e vetro dall'Inghilterra, oltre che schiavi
I longphort, come le spedizioni vichinghe in generale, non erano il frutto di una sistematica campagna di colonizzazione su larga scala orchestrata da gruppi dilatati di organizzati conquistatori. Eccezion fatta per rari casi (es. i longphort degli Uí Ímair), i longphort sviluppavano come comunità a sé stanti, anche in lotta le une contro le altre: gli Annali dell'Ulster riportano per esempio che, nell'anno 924, i vichinghi del longphort di Dublino mossero guerra ai vichinghi del longphort di Limerick (scontro che si sarebbe protratto sino al 937).

## Descrizione
Questi accampamenti erano aree fortificate lungo i fiumi, di solito in prensenza di un affluente onde garantire due lati su tre protetti dalle acque e sicuro punto d'ormeggio delle navi. Siti dunque facilmente difendibili e molto limitrofi al mare, utilissimi per coordinare incursioni a località costiere come avvenne appunto in Irlanda, ove molti siti religiosi (chiese e monasteri) sorgevano in prossimità del mare, ma anche per facilitare il passaggio di merce dal mare all'Entroterra. Il lato del longphort non bagnato dalle acque era protetto con la costruzione di una palizzata, più raramente un vallo vero e proprio.

### Fonti
- Annales Bertiniani
- Annali dell'Ulster
- Cogad Gáedel re Gallaib

### Studi
- Connolly SJ (1998), The Oxford Companion to Irish History, Oxford University Press.
- Valante MA (2008), The Vikings in Ireland: Settlement, Trade, and Urbanization, Four Courts.
- Holman K (2007), The Northern Conquest : Vikings in Britain and Ireland, Oxford, Signal.
- Wallace PF (2005), The archaeology of Ireland's Viking-age towns in Dáibhí Ó Cróinín [a cura di] (2005), Prehistoric and early Ireland : A New History of Ireland : volume I, Oxford University Press, ISBN 0-19-922665-2, pp. 814–841.